# Gaultheria thymifolia
Gaultheria thymifolia là một loài thực vật có hoa trong họ Thạch nam. Loài này được Stapf ex Airy Shaw mô tả khoa học đầu tiên năm 1941.